# Galago cocos
Galago cocos (лат.) — примат семейства галаговые.

## Классификация
Классификация дискуссионна. Иногда в семействе Галаговые выделяют род Galagoides, куда включают и этот вид. Также иногда рассматривается в качестве младшего синонима Galago zanzibaricus.

## Описание
На боках морды тёмно-серые пятна, в целом шерсть со светло-коричневым отливом. Морфологически близок Galago zanzibaricus, отличаясь от последнего окрасом, более крупными размерами тела и вокализацией.

## Распространение
Распространён повсеместно в Кении и Танзании, более всего в северной прибрежной зоне обеих стран.

## Образ жизни
Предпочитает средний ярус тропического влажного леса, а также вторичных лесов, в том числе фрагментированных. Встречается на высотах до 210 метров над уровнем моря в Кении и до 350 метров над уровнем моря в Танзании.

## Статус популяции
Международный союз охраны природы присвоил этому виду охранный статус «Вызывает наименьшие опасения» (англ. Least concern). Серьёзных угроз популяции не выявлено.